# Oriolus hosii
L'oriolo nero (Oriolus hosii Sharpe, 1892) è un uccello della famiglia degli Oriolidi.

## Distribuzione e habitat
Vive solamente sull'isola del Borneo, nel Sarawak, dove è ristretto alle foreste montane ad altitudini comprese tra i 900 e i 2000 metri.